# Camberwell, New South Wales
Camberwell är en ort i Australien. Den ligger i kommunen Singleton och delstaten New South Wales, i den sydöstra delen av landet, omkring 150 kilometer norr om delstatshuvudstaden Sydney.
Närmaste större samhälle är Singleton, omkring 12 kilometer sydost om Camberwell. 
I omgivningarna runt Camberwell växer huvudsakligen savannskog. Runt Camberwell är det mycket glesbefolkat, med 4 invånare per kvadratkilometer. Genomsnittlig årsnederbörd är 1 149 millimeter. Den regnigaste månaden är februari, med i genomsnitt 197 mm nederbörd, och den torraste är juli, med 41 mm nederbörd.